# メルセデス (小惑星)
メルセデス (1136 Mercedes) は、小惑星帯（メインベルト）の小さな小惑星。
ホセ・コマス・ソラが1929年10月30日にバルセロナのファブラ天文台で発見した。発見者の義姉妹にちなんで名付けられている。